# Élection présidentielle croate de 2024-2025
L'élection présidentielle croate de 2024-2025 se tient les 29 décembre 2024 et 12 janvier 2025 afin d'élire le président de la république de Croatie pour un mandat de cinq ans.
Le premier tour — marqué par une baisse de la participation — voit l'arrivée en tête du président social-démocrate sortant Zoran Milanović avec 49,7 % des voix, manquant de peu sa réélection dès le premier tour. Il se qualifie pour le second tour, organisé deux semaines plus tard, face au candidat de l'Union démocratique croate Dragan Primorac. Il l'emporte très largement au second tour avec près de 75 % des voix.

## Contexte

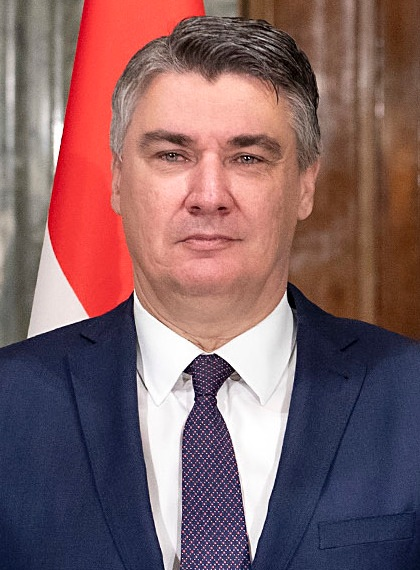
Zoran Milanović

La campagne pour les élections législatives d'avril 2024 est marquée par la tentative du président Zoran Milanović — ancien dirigeant du Parti social-démocrate (SDP) élu en 2020 — de se mettre à la tête de la coalition Rivières de justice, menée par le SDP. Quelques heures après avoir convoqué le scrutin le 15 mars — soit quatre mois avant la date prévue —, Milanović déclare lors d'une conférence de presse être candidat aux élections, dans le but de devenir Premier ministre. Il promet ainsi de démissionner au soir de la « victoire du SDP », une décision qui provoquerait la tenue anticipée de l'élection présidentielle prévue pour décembre 2024,.
Trois jours plus tard, cependant, la Cour constitutionnelle juge inconstitutionnelle la candidature de Milanović, ainsi que toute implication de sa part dans la campagne électorale en faveur du SDP, en raison du devoir de neutralité de sa fonction. La Cour juge ainsi que Milanović doit démissionner s'il veut poursuivre ses projets, une décision qualifié par le concerné de « coup d'État constitutionnel ». Milanović va ainsi jusqu'à traiter les juges de la Cour de « gangster illettrés » et de « paysans primitifs », et les accuser de « prendre en otage » les électeurs et alliés du SDP,.
Connu pour ses positions pro-russes, Milanović s'était notamment fait remarquer en s'opposant en 2022 à l'adhésion de la Suède et de la Finlande à l'OTAN dans le contexte de l'invasion de l'Ukraine par la Russie. Il qualifie ainsi les projets d'adhésion — qui aboutissent tous deux l'année suivante — de « charlatanisme dangereux » et les compare à l'action de « taquiner un ours enragé en enfonçant un stylo dans son œil »,. Au cours de la campagne, il accuse le gouvernement de corruption et de chercher à faire entrer en guerre la Croatie aux côtés de l'Ukraine, et appelle la population à « chasser les voleurs et les abuseurs du pouvoir ».
Le scrutin législatif est finalement une victoire en demi-teinte pour l'Union démocratique croate (HDZ) du Premier ministre Andrej Plenković. La coalition menée par l'HDZ arrive en effet largement en tête, mais essuie un recul qui l'éloigne de la majorité absolue des sièges,,. Le dirigeant du Parti social-démocrate de Croatie (SDP), Pedja Grbin, reconnait dans la soirée que les résultats de la Coalition Rivières de justice menée par son parti « ne sont pas les résultats qu’on espérait ». La campagne agressive du président Zoran Milanović à l'encontre du HDZ n'aurait ainsi pas fourni l'effet escompté. Les accusations de corruption et de clientélisme auraient au contraire braqué et mobilisé l'électorat de droite, tout en choquant une partie de celui de gauche, qui se serait tourné vers d'autres formations. 
Si une coalition est finalement formée début mai 2024 entre la HDZ, le SDP et le Mouvement patriotique (DP), permettant à Andrej Plenković de se maintenir au poste de Premier ministre,, les négociations post-électorales sont marquées tout comme la campagne par une décision de la Cour constitutionnelle à l'encontre du président Zoran Milanović. Deux jours après le scrutin, cette dernière juge qu'ayant continué de faire campagne pour le SDP tout en se maintenant au poste de président malgré les avertissements de la Cour le 18 mars, Zoran Milanović est désormais inéligible au poste de Premier ministre, dans le cas où le SDP parviendrait à former un gouvernement de coalition. Le président de la Cour constitutionnelle, Miroslav Separovic, déclare ainsi que « Le président a été prévenu à temps qu’il pouvait participer à la campagne, mais qu’il devait démissionner. Maintenant, c’est fini. Il ne peut plus être Premier ministre. », et que « Tout le monde doit respecter la Constitution et la loi »,. La décision de la Cour provoque une vive polémique, trois de ses treize juges rédigeant une opinion dissidente dans laquelle ils affirment que rien dans la constitution ne permet de la justifier. Rejetant ce qu'ils qualifient de « menaces inconstitutionnelles », les trois juges s'inquiètent publiquement des risques d'une telle sape de la volonté populaire,. Zoran Milanović réagit quant à lui en convoquant une conférence de presse devant une photo de Miroslav Separovic en compagnie des ministres Oleg Butković et Branko Bačić titrée « L'homme de la HDZ », au cours de laquelle il accuse la Cour de préparer un coup d’État,.

## Système électoral
Le président de la république de Croatie est élu directement par la population pour un mandat de cinq ans renouvelable une seule fois selon une forme modifiée du scrutin uninominal majoritaire à deux tours. Pour être élu dès le premier tour, un candidat doit réunir la majorité absolue de la totalité des votants, y compris les votes blancs et nuls. À défaut, un second tour est organisé entre les deux candidats arrivés en tête, et celui recueillant le plus de suffrages est déclaré élu. Tout président élu doit immédiatement résilier son appartenance à un parti politique, s'il en avait une, et en notifier le parlement. Officiellement, les présidents sortants sont ainsi nécessairement indépendants.
Le scrutin se tient entre trente et soixante jours avant l'expiration du mandat précédent. Si un second tour est nécessaire, il est organisé quatorze jours après le premier. En cas de désistement d'un candidat qualifié pour le second tour, le candidat arrivé après lui au premier prend sa place. Aucun président ne peut effectuer plus de deux mandats, consécutifs ou non. Pour participer au scrutin, un candidat à la présidence doit réunir les signatures de soutien d'au moins 10 000 électeurs inscrits sur les listes électorales, et ce dans les douze jours suivant l'officialisation de sa candidature. Les électeurs ne peuvent signer leurs soutien qu'à un seul candidat par élection présidentielle. Les soutiens sont vérifiés par la commission électorale à l'expiration du délai pour chaque candidat déclaré.

## Campagne

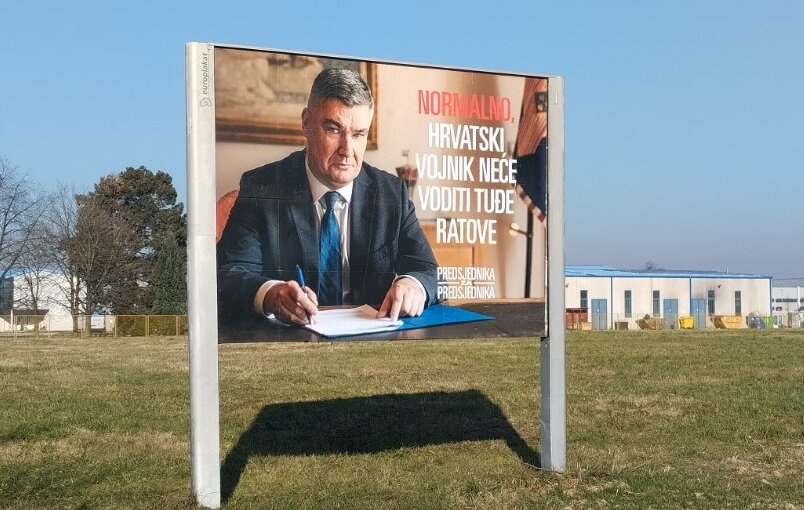
Affiche de campagne de Milanović.

Dragan Primorac fait campagne sur un programme pro-occidental, tandis que Zoran Milanović réitère son opposition au soutien de l'Union européenne à l'effort de guerre ukrainien contre la Russie. Marija Selak Raspudić choisi d'axer sa campagne sur un programme incluant les problèmes économiques, le déclin démographique et la lutte contre la corruption. Ivana Kekin fait quant à elle campagne contre Primorac et le HDZ, les accusant de corruption dans le secteur de la santé.

## Résultats
| Candidats                | Candidats                | Partis                   | Premier tour | Premier tour | Second tour | Second tour |
| Candidats                | Candidats                | Partis                   | Voix         | %            | Voix        | %           |
| ------------------------ | ------------------------ | ------------------------ | ------------ | ------------ | ----------- | ----------- |
|                          | Zoran Milanović          | Indépendant              | 797 938      | 49,68        | 1 122 859   | 74,68       |
|                          | Dragan Primorac          | Indépendant              | 314 663      | 19,59        | 380 752     | 25,32       |
|                          | Marija Selak Raspudić    | Indépendante             | 150 435      | 9,37         |             |             |
|                          | Ivana Kekin              | Možemo!                  | 144 533      | 9,00         |             |             |
|                          | Tomislav Jonjić          | Indépendant              | 82 787       | 5,15         |             |             |
|                          | Miro Bulj                | Most                     | 62 127       | 3,87         |             |             |
|                          | Branka Lozo              | DOMiNO                   | 39 321       | 2,45         |             |             |
|                          | Niko Tokić Kartelo       | Indépendant              | 14 409       | 0,90         |             |             |
|                          |                          |                          |              |              |             |             |
| Votes valides            | Votes valides            | Votes valides            | 1 606 213    | 98,82        | 1 503 611   | 96,33       |
| Votes blancs et nuls     | Votes blancs et nuls     | Votes blancs et nuls     | 19 245       | 1,18         | 57 209      | 3,67        |
| Total                    | Total                    | Total                    | 1 625 458    | 100          | 1 560 820   | 100         |
| Abstention               | Abstention               | Abstention               | 1 905 607    | 53,97        | 1 972 621   | 55,83       |
| Inscrits / participation | Inscrits / participation | Inscrits / participation | 3 531 065    | 46,03        | 3 533 441   | 44,17       |

## Analyse et conséquences
Avec 49,68 % des voix, Zoran Milanović, le président sortant, arrive largement en tête du premier tour, manquant de peu de remporter l'élection sans ballotage. Le candidat de l'Union démocratique croate au pouvoir, Dragan Primorac, arrive deuxième avec 19,59 % des voix, et se qualifie également pour le second tour.
Zoran Milanović est réélu au second tour avec un score écrasant de 74 % des voix, ce qui fait de lui le troisième chef de l'État à être réélu après Franjo Tuđman et Stjepan Mesić.